# New York, Susquehanna and Western Railway Terminal

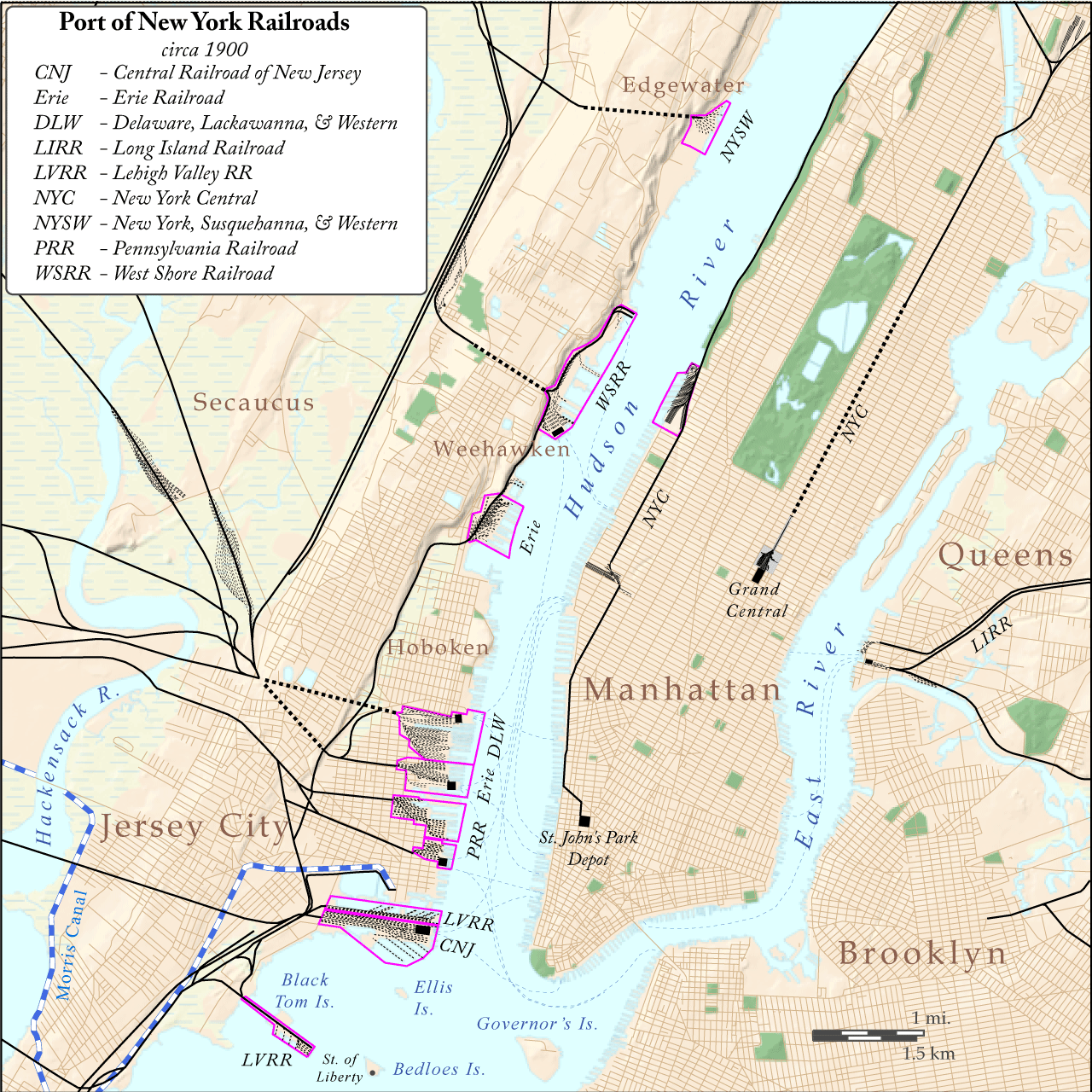
New York, Susquehanna and Western Railway Terminal med flera, ca 1900

New York, Susquehanna and Western Railway Terminal var station på New York, Susquehanna and Western Railway i Shadyside i Edgewater, New Jersey öppnades 1894 för leveransen för kol och andra produkter. Detta ledde till omfattande utbyggnader av fabriker, Hess Oil and Chemical, Lever Brothers, Alcoa och Ford Motor Company var några av de som byggde ut. Många arbetare från Manhattan använde färjan från 125th Street för att komma till sina arbeten. Fabrikerna i Edgewater har rivits.